# Ново Тепанє
Ново Тепанє (словен. Novo Tepanje) — поселення в общині Словенське Коніце, Савинський регіон, Словенія. Висота над рівнем моря: 292,1 м.